# Raspailia bathyalis
Raspailia bathyalis är en svampdjursart som beskrevs av Boury-Esnault, Pansini och Uriz 1994. Raspailia bathyalis ingår i släktet Raspailia och familjen Raspailiidae. Inga underarter finns listade i Catalogue of Life.